# 末広町 (台北市)
末広町（すえひろちょう）は、日本統治時代の台湾における台北市の行政区画。一丁目から五丁目までで構成された。町名は縁起の良い文字から取られ、少しずつ繁栄が進むことを目指して名づけられた。おおよそ台北城西門の橢圓公園から北門に位置する。現在の万華区中華路一段の付近が末広町に含まれる。

## 町内の施設
- 末広高等小学校（四丁目、現在の福星国小（中国語版））